# Fel·logen
El fel·logen, anomenat també càmbium suberogen, és un meristema secundari originat en l'epidermis de les plantes superiors o, més freqüentment, en estrats corticals més profunds en les dicotiledònies que han acabat el seu desenvolupament primari. És el que produeix el teixit de protecció que reemplaça al teixit epidèrmic quan hi ha creixement secundari. A partir del fel·logen es formen, cap a l'exterior, el súber i, cap a l'interior, el fel·loderma. El conjunt súber-fel·logen-fel·loderma constitueix el periderma.
Les seves cèl·lules són semblants en secció transversal a les del càmbium: presenten parets primàries, vacúols i nucli central. El fel·logen només té un o dos estrats de cèl·lules i té una funció similar a la del càmbium vascular. Són cèl·lules relativament llargues, encara que no tant com les del càmbium vascular.

## Composició
- Súber: està format, a la seva maduresa, per cèl·lules mortes les parets de les quals estan impregnades amb suberina. D'aquesta manera, ofereix protecció mecànica i, alhora, constitueix un bon aïllant tèrmic, ja que les seves cavitats mòbils (lumen) estan plenes d'aire.
- Fel·loderma: està format normalment per una o poques capes de cèl·lules parenquimàtiques.

## Procedència
El fel·logen prové de cèl·lules madures ja existents que han de recuperar la seva capacitat regenerativa. Aquestes cèl·lules poden pertànyer al teixit epidèrmic, a l'escorça o al floema secundari. Les cèl·lules madures es transformaran en meristemàtiques: disminueixen el seu volum citoplasmàtic, s'omplen de vacuoles petites i nombroses i comencen a dividir-se de manera periclinal.
El fel·logen és un meristema que es pot classificar segons l'origen i la seva funció. Segons el seu origen, és un meristema secundari, ja que procedeix de cèl·lules madures. Per la seva funció, també és un meristema secundari, ja que dona lloc a teixits secundaris.